# Győri ETO FC
Maillots
Cet article concerne le club de football de Győr. Pour le club de handball féminin, voir Győri ETO KC. Pour le club de handball masculin, voir Győri ETO FKC.
L'ETO FC Győr, est un club de football hongrois siué à Győr.

## Historique
- 1904 : fondation du club sous le nom de Győri Vagongyár ETO
- 1949 : fermeture du club
- 1949 : refondation du club sous le nom de Stadtauswahl Győr
- 1950 : fermeture du club
- 1950 : refondation du club sous le nom Győri Vasas SC ETO
- 1952 : le club est renommé Győri Vasas
- 1953 : le club est renommé Vasas SE Győr
- 1954 : le club est renommé Wilhelm Pieck Vasas ETO SK Győr
- 1957 : le club est renommé Magyar Wilhelm Pieck Vágon-és Gépgyár ETO Győr
- 1957 : le club est renommé Győri Vasas ETO
- 1964 : 1re participation à une Coupe d'Europe (C1, saison 1964/65)
- 1965 : le club est renommé Rába ETO Győr
- 1985 : le club est renommé Győri ETO FC
- 1992 : le club est renommé Rába ETO FC Győr
- 1994 : le club est renommé Győri ETO FC
- 2015 : le club est renommé ETO FC Győr
- 2017 : le club est renommé WKW ETO FC Győr

## Bilan sportif

### Palmarès
- Coupe d'Europe des clubs champions
  - Demi-finaliste : 1965

- Championnat de Hongrie
  - Champion : 1963, 1982, 1983, 2013
  - Vice-champion : 1984, 1985, 2014

- Coupe de Hongrie
  - Vainqueur : 1965, 1966, 1967, 1979
  - Finaliste : 1964, 1984, 2009 et 2013

- Supercoupe de Hongrie
  - Vainqueur : 2013

### Bilan européen
Légende
- Victoire ou qualification pour le tour suivant
- Match nul
- Défaite ou élimination de la compétition

Note : dans les résultats ci-dessous, le score du club est toujours donné en premier.
| Saison    | Compétition                | Tour                | Club               | Domicile | Extérieur | Total             |
| --------- | -------------------------- | ------------------- | ------------------ | -------- | --------- | ----------------- |
| 1964-1965 | Coupe des clubs champions  | Tour préliminaire   | Chemie Leipzig     | 4 - 2    | 2 - 0     | 6 - 2             |
| 1964-1965 | Coupe des clubs champions  | Seizièmes de finale | Lokomotiv Sofia    | 5 - 3    | 3 - 4     | 8 - 7             |
| 1964-1965 | Coupe des clubs champions  | Quarts de finale    | DWS Amsterdam      | 1 - 0    | 1 - 1     | 2 - 1             |
| 1964-1965 | Coupe des clubs champions  | Demi-finales        | SL Benfica         | 0 - 1    | 0 - 4     | 0 - 5             |
| 1966-1967 | Coupe des coupes           | Seizièmes de finale | ACF Fiorentina     | 4 - 2    | 0 - 1     | 4 - 3             |
| 1966-1967 | Coupe des coupes           | Huitièmes de finale | SC Braga           | 3 - 0    | 0 - 2     | 3 - 2             |
| 1966-1967 | Coupe des coupes           | Quarts de finale    | Standard de Liège  | 2 - 1    | 0 - 2     | 2 - 3             |
| 1967-1968 | Coupe des coupes           | Seizièmes de finale | Apollon Limassol   | 5 - 0    | 4 - 0     | 9 - 0             |
| 1967-1968 | Coupe des coupes           | Huitièmes de finale | AC Milan           | 2 - 2    | 1 - 1     | 3 - 3E            |
| 1968-1969 | Coupe des coupes           | Seizièmes de finale | Dinamo Bucarest    | Forfait  | Forfait   | Forfait           |
| 1969-1970 | Coupe des villes de foires | 32es de finale      | Lausanne-Sports    | 2 - 1    | 2 - 1     | 4 - 2             |
| 1969-1970 | Coupe des villes de foires | Seizièmes de finale | FC Barcelone       | 2 - 3    | 0 - 2     | 2 - 5             |
| 1974-1975 | Coupe UEFA                 | 32es de finale      | Lokomotiv Plovdiv  | 3 - 1 ap | 1 - 3     | 4 - 4 (9 - 8 tab) |
| 1974-1975 | Coupe UEFA                 | Seizièmes de finale | Fortuna Düsseldorf | 2 - 0    | 0 - 3     | 2 - 3             |
| 1979-1980 | Coupe des coupes           | Seizièmes de finale | Juventus FC        | 2 - 1    | 0 - 2     | 2 - 3             |
| 1982-1983 | Coupe des clubs champions  | Seizièmes de finale | Standard de Liège  | 3 - 0    | 0 - 5     | 3 - 5             |
| 1983-1984 | Coupe des clubs champions  | Seizièmes de finale | Víkingur Reykjavik | 2 - 1    | 2 - 0     | 4 - 1             |
| 1983-1984 | Coupe des clubs champions  | Huitièmes de finale | Dinamo Minsk       | 3 - 6    | 1 - 3     | 4 - 9             |
| 1984-1985 | Coupe UEFA                 | 32es de finale      | Manchester United  | 2 - 2    | 0 - 3     | 2 - 5             |
| 1985-1986 | Coupe UEFA                 | 32es de finale      | Bohemians Prague   | 3 - 1    | 1 - 4 ap  | 4 - 5             |
| 1986-1987 | Coupe UEFA                 | 32es de finale      | Dinamo Minsk       | 0 - 1    | 4 - 2     | 4 - 3             |
| 1986-1987 | Coupe UEFA                 | Seizièmes de finale | Torino FC          | 1 - 1    | 0 - 4     | 1 - 5             |
| 2003      | Coupe Intertoto            | Premier tour        | Ethnikos Achna     | 1 - 1    | 2 - 2     | 3E - 3            |
| 2003      | Coupe Intertoto            | Deuxième tour       | Racing Santander   | 2 - 1    | 0 - 1     | 2 - 2E            |
| 2008-2009 | Coupe UEFA                 | Premier tour Q      | FC Zestafoni       | 1 - 1    | 2 - 1     | 3 - 2             |
| 2008-2009 | Coupe UEFA                 | Deuxième tour Q     | VfB Stuttgart      | 1 - 4    | 1 - 2     | 2 - 6             |
| 2010-2011 | Ligue Europa               | Premier tour Q      | FC Nitra           | 3 - 1    | 2 - 2     | 5 - 3             |
| 2010-2011 | Ligue Europa               | Deuxième tour Q     | FK Atyraou         | 2 - 0    | 3 - 0     | 5 - 0             |
| 2010-2011 | Ligue Europa               | Troisième tour Q    | Montpellier HSC    | 0 - 1    | 1 - 0 ap  | 1 - 1 (4 - 3 tab) |
| 2010-2011 | Ligue Europa               | Barrages Q          | Dinamo Zagreb      | 0 - 2    | 1 - 2     | 1 - 4             |
| 2013-2014 | Ligue des champions        | Deuxième tour Q     | Maccabi Tel-Aviv   | 0 - 2    | 1 - 2     | 1 - 4             |
| 2014-2015 | Ligue Europa               | Deuxième tour Q     | IFK Göteborg       | 0 - 3    | 1 - 0     | 1 - 3             |
| 2025-2026 | Ligue Conférence           | Deuxième tour Q     | FC Pyunik          | 3 - 1    | 1 - 2     | 4 - 3             |
| 2025-2026 | Ligue Conférence           | Troisième tour Q    | AIK Fotboll        | 2 - 0    | 1 - 2     | 3 - 2             |
| 2025-2026 | Ligue Conférence           | Barrages Q          | Rapid Vienne       | -        | -         | -                 |

1. ↑  Le club se retire en protestation contre la décision de l'UEFA de séparer les pays d'Europe de l'Ouest et d'Europe de l'Est lors du tirage au sort dans le contexte du invasion de la Tchécoslovaquie d'août 1968[2].

## Anciens joueurs
- Gyula Hajszan
- Péter Hannich
- Milos Kerkez
- Árpád Orbán
- Karoly Palotai
- Lucian Popescu

Voir aussi la catégorie Joueur du Győri ETO FC

## Identité visuelle

2005-2015
2015-2025
Depuis 2025